# Prosoplus ornatifrons
Prosoplus ornatifrons là một loài bọ cánh cứng trong họ Cerambycidae.